# Dzimierz
Dzimierz (prononciation : [ˈd͡ʑimjɛʂ]) est une localité polonaise de la gmina de Lyski, située dans le powiat de Rybnik en voïvodie de Silésie.